# Ebersheim
 Ebersheim (en alsacià Awersche) és un municipi francès, situat a la regió del Gran Est, al departament del Baix Rin. L'any 2011 tenia 2.222 habitants.
Forma part del cantó de Sélestat, del districte de Sélestat-Erstein i de la Comunitat de comunes de Sélestat.

## Demografia
| 1962  | 1968  | 1975  | 1982  | 1990  | 1999  |
| ----- | ----- | ----- | ----- | ----- | ----- |
| 1.622 | 1.624 | 1.635 | 1.597 | 1.675 | 1.854 |

## Administració
| Període   | Identitat          | Partit |
| --------- | ------------------ | ------ |
| 2001-2014 | Jean-Martin Kientz |        |
| 2014-2020 | Michel Wira        |        |